# Carsten Bachke
Carsten Anders Bachke (Moss, 14 ottobre 1963) è un ex calciatore norvegese, di ruolo attaccante.

## Carriera

### Club
Bachke giocò nel Moss dal 1985 al 1990. Vinse, in squadra, il campionato 1987.

### Nazionale
Conta 6 presenze per la Norvegia. Debuttò il 12 agosto 1987, subentrando ad Arne Møller nella sconfitta per 1-0 contro l'Unione Sovietica.

## Palmarès

### Club

#### Competizioni nazionali
- Campionato norvegese: 1

Moss: 1987